# Vlaamse Musicalprijs

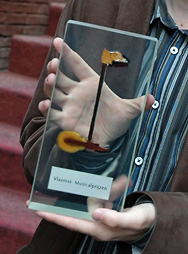
De Vlaamse Musicalprijs ontworpen door Pieter-Alexander Hemerijckx

De Vlaamse Musicalprijs is een trofee die sinds 2004 als blijk van erkenning wordt uitgereikt voor Nederlandstalige producties en professionele talenten die per musicalseizoen in Vlaanderen te zien waren. Sinds 2006 zijn de Vlaamse Musicalprijzen een coproductie met Stihmul (Stichting Hedendaagse Musical).
De prijs bestond tot en met de editie van 2008 uit hars met daarin een écht hamertje van een piano, dat van opzij op een muzieknoot lijkt. Het beeldje werd ontworpen door de Antwerpse kunstenaar Pieter-Alexander Hemerijckx. In 2011 keerde het originele ontwerp terug.
De vaste jury bestaat uit Leah Thys (voorzitter), Guy van Vliet (Musicalsite.be) en Jo De Poorter. Daarnaast komen er nog een zestal mensen bij die het genre op de voet volgen. Omdat Leah Thys in 2007 zelf in de musical Marlene stond, moest zij haar plaats als jurylid en voorzitter eenmalig afstaan aan Guy van Vliet.

## Winnaars
Zie de lijst van VMP-winnaars voor een overzicht van de genomineerden en winnaars uit voorgaande jaren.